# Nikołaj Szczołokow
Nikołaj Anisimowicz Szczołokow (ros. Никола́й Ани́симович Щёлоков, ur. 13 listopada?/26 listopada 1910 w stanicy Ałmazna w guberni jekaterynosławskiej, zm. 13 grudnia 1984 w Moskwie) – radziecki polityk i dowódca wojskowy, generał armii, minister spraw wewnętrznych ZSRR (1968-1984), Bohater Pracy Socjalistycznej (1980).

## Życiorys
Początkowo pracował w kopalni w Kadijewce, jednocześnie zajmował się malarstwem, w latach 1929-1933 studiował w Dniepropetrowskim Instytucie Metalurgicznym. Od 1931 w WKP(b), pracował w zakładach metalurgicznych w Ałmaznej i Dniepropetrowsku, 1934-1935 odbywał służbę w Armii Czerwonej, 1935-1938 był inżynierem zmiany i zastępcą szefa odlewni zakładu instalacji metalurgicznej. Od grudnia 1938 do grudnia 1939 I sekretarz rejonowego komitetu KP(b)U w Dniepropetrowsku, 1939-1941 przewodniczący Komitetu Wykonawczego Dniepropetrowskiej Rady Miejskiej, od lipca 1941 do 1942 członek Rady Wojennej Frontu Południowego, 1942-1943 zastępca naczelnika Tyłów Północnej Grupy Wojsk Frontu Kaukaskiego/Frontu Północno-Kaukaskiego ds. politycznych w stopniu starszego politruka, później komisarza batalionowego. Od 1943 pełnił funkcję zastępcy dowódcy 218 Dywizji Piechoty ds. politycznych w stopniu podpułkownika, następnie do grudnia 1945 był zastępcą dowódcy 28 Korpusu Piechoty ds. politycznych, w 1944 awansowany na pułkownika, brał udział w walkach na Kaukazie, na Ukrainie, w Polsce i Czechosłowacji. Od grudnia 1945 do sierpnia 1946 sekretarz odpowiedzialny Komisji Partyjnej przy Zarządzie Politycznym Karpackiego Okręgu Wojskowego, od sierpnia 1946 do 1947 zastępca ministra przemysłu lokalnego Ukraińskiej SRR, od 1947 zastępca sekretarza KP(b)U, następnie do stycznia 1951 kierownik Wydziału Przemysłowego KC KP(b)U.
Od 13 stycznia 1951 do 5 lipca 1958 I zastępca przewodniczącego Rady Ministrów Mołdawskiej SRR, od 7 czerwca 1957 do 8 lipca 1958 i ponownie 1962-1964 przewodniczący Mołdawskiego Sownarchozu, od 18 kwietnia 1959 do 30 maja 1962 ponownie I zastępca przewodniczącego Rady Ministrów Mołdawskiej SRR, od 12 maja 1962 do 23 stycznia 1963 zastępca przewodniczącego Rady Ministrów Mołdawskiej SRR. Od 18 lutego do 22 grudnia 1965 ponownie I zastępca przewodniczącego Rady Ministrów Mołdawskiej SRR, od 22 grudnia 1965 do 13 lutego 1967 II sekretarz KC Komunistycznej Partii Mołdawii, od 8 kwietnia 1966 do 10 kwietnia 1968 zastępca członka KC KPZR, we wrześniu 1966 mianowany generałem porucznikiem. Od 18 września 1966 do 25 listopada 1968 minister ochrony porządku publicznego ZSRR, a od 17 września 1966 do 17 grudnia 1984 minister spraw wewnętrznych ZSRR, od 10 kwietnia 1968 do 15 czerwca 1986 członek KC KPZR, 1967 awansowany na generała pułkownika, a 10 września 1976 na generała armii, od grudnia 1982 do 1984 w Grupie Generalnych Inspektorów Ministerstwa Obrony ZSRR. Od 1978 doktor nauk ekonomicznych. Deputowany do Rady Najwyższej ZSRR od 4 do 9 kadencji.
6 listopada 1984 pozbawiony stopnia generała armii za defraudację znaczących sum, 7 grudnia 1984 wykluczony z partii, a 12 grudnia 1984 pozbawiony tytułu Bohatera Pracy Socjalistycznej i odznaczeń. Z powodu załamania zastrzelił się.

## Odznaczenia
- Złoty Medal „Sierp i Młot” Bohatera Pracy Socjalistycznej (25 listopada 1980)
- Order Lenina (czterokrotnie - 19 czerwca 1965, 30 kwietnia 1966, 25 listopada 1970 i 25 listopada 1980)
- Order Rewolucji Październikowej (5 stycznia 1978)
- Order Czerwonego Sztandaru (dwukrotnie)
- Order Bohdana Chmielnickiego II klasy (29 czerwca 1945)
- Order Wojny Ojczyźnianej I klasy (16 października 1943)
- Order Czerwonego Sztandaru Pracy (23 stycznia 1948)
- Order Czerwonej Gwiazdy (22 maja 1943)
- Medal „Za Odwagę” (31 stycznia 1943)
- Odznaka "Zasłużony Funkcjonariusz MWD"